# Llacao
Llacao är en ort i Ecuador.   Den ligger i provinsen Azuay, i den södra delen av landet, 300 km söder om huvudstaden Quito. Llacao ligger 2 524 meter över havet och antalet invånare är 4 501.
Terrängen runt Llacao är kuperad. Runt Llacao är det ganska tätbefolkat, med 72 invånare per kvadratkilometer. Närmaste större samhälle är Cuenca, 14,0 km väster om Llacao. Omgivningarna runt Llacao är en mosaik av jordbruksmark och naturlig växtlighet.